# Коваленко, Валерий Александрович
Вале́рий Алекса́ндрович Ковале́нко (5 декабря 1939, Старый Оскол, Курская область, РСФСР, СССР — 21 мая 2018) — советский и российский учёный-философ. Доктор философских наук (1996), профессор (1998). Преподаватель философии Обнинского института атомной энергетики (с 1989). Специалист в области философии творчества, аксиологии. Исследователь творчества Фёдора Достоевского, Андрея Платонова, Андрея Тарковского.

## Биография
Валерий Коваленко родился 5 декабря 1939 года в Старом Осколе в семье учителя истории Александра Георгиевича Коваленко и его жены, учительницы русского языка и литературы, Марии Петровны Коваленко.
В 1957 году окончил среднюю школу в селе Воронцове Сошихинского района Псковской области.
Во время учёбы в Ленинградском технологическом институте имени Ленсовета собирался получить второе высшее образование, поступив либо на филологический, либо на исторический факультет МГУ. После окончания в 1964 году института по специальности «инженер-химик» был направлен на работу в Физико-энергетический институт (ФЭИ) в Обнинске, где работал инженером химиком-технологом, первые пять с половиной лет — в цехе спецводоочистки, последующие одиннадцать с половиной — в химотделе, по программам экспорта технологий по всему СССР разрабатывал различные узлы атомных электростанций, касающихся химической стороны их функционирования.
Самостоятельно изучая философию, выучил за три с половиной года наизусть книги по философии: «Диалектический материализм» М. Н. Руткевича и «Философию естествознания» Л. Б. Баженова, К. Е. Морозова и М. С. Слуцкого. В течение двух лет окончил вечерний Институт марксизма-ленинизма при Обнинском горкоме КПСС. Ученик Бориса Грязнова (1929—1978).
Он-то как раз мне и открыл, что философия — это то, ради чего стоит жить. И он же мне впервые сказал с полушутливой интонацией: «Да вы — прирождённый философ».
В 2005 году Коваленко стал редактором сборника статей «На старте тысячелетия», посвящённого 75-летию рано умершего Бориса Грязнова.
В 1970—1974 годах заочно учился в аспирантуре Института философии АН СССР по специальности «Диалектический материализм». Защитив в 1975 году под руководством Эвальда Ильенкова диссертацию на соискание учёной степени кандидата философских наук по теме «К вопросу о взаимосвязи философии и естествознания (Немецкая классическая натурфилософия как конкретно-историческая форма этой взаимосвязи)», продолжал работать в ФЭИ, поскольку, не будучи членом КПСС, не мог найти в Обнинске преподавательскую работу по философии.
В 1981 году по предложению философа Льва Науменко перешёл на преподавательскую работу в Воронежский инженерно-строительный институт. В 1989 году Виктор Канке, заведующий кафедрой марксистско-ленинской философии Обнинского института атомной энергетики, пригласил Коваленко на свою кафедру.
В 1996 году защитил в Институте переподготовки и повышения квалификации при Московском государственном университете имени М. В. Ломоносова диссертацию на соискание учёной степени доктора философских наук на тему «Проблема ценностей в творчестве». В 1998 году присвоено учёное звание профессора.
В 2006 году подписал письмо главе Администрации города Обнинска Николаю Шубину о недопущении распространения по школьным библиотекам Обнинска сборника «Обнинск литературный» с эротическими произведениями Валерия Прокошина.
Умер 21 мая 2018 года, похоронен на Кончаловском кладбище.

### Семья
Дочери — Юлия и Наталья.

## Научная деятельность
Основной сферой научных интересов Валерия Коваленко были философия творчества, аксиология, главным образом, по произведениям Фёдора Достоевского, Андрея Платонова, Андрея Тарковского. Согласно оригинальной концепции Ковалёва творчество раскрывается через психологистическое описание его процессов и механизмов. Выделил шесть этапов творческого процесса: постановка проблемы, рождение замысла, атака, релаксация, инкубация (созревание) решения, инсайт (озарение истиной). Основа творчества, по Коваленко, — психологические механизмы бессознательного и сознания.
Очень редко атака завершается решением проблемы. Рано или поздно захлебнувшись, она делает неизбежной после себя своего рода «релаксацию», иначе говоря, «отбой», прекращение сознательного наступления на проблему, и последующую «инкубацию», то есть непроизвольное вызревание в недрах подсознания подлинного её решения. Запуск подсознания в работу совершается еще на стадии атаки. А возможности такой его работы по сравнению с деятельностью ясного сознания поистине грандиозны… по-видимому, работа подсознания состоит в переборе вариантов в проблемном поле с одновременным сокращением их числа… Рано или поздно подсознание в ходе инкубации находит решение проблемы. И теперь встаёт задача осознания найденного решения. Указанное превращение найденного подсознанием решения в факт ясного сознания автора часто носит характер «вспышки» (инсайта) как молниеносного озарения истиной.
Взгляды Коваленко подвергаются критике, его подход вневременен, но установка на творчество и сопутствующая ему практика сложились только в новоевропейской культуре. Трактовка творчества через механизмы бессознательного, интуицию, озарение и т. п., сама не менее бессознательна и интуитивна и остаётся не признанной большинством исследователей.
В 2008 году Валерий Коваленко был включён в сборник «Научная элита Калужской области».

## Литературная деятельность
В 9 лет Валерий Коваленко начал писать стихи, в 12 — прозу. Первая публикация состоялась в двадцатилетнем возрасте в многотиражной газете «Технолог» Ленинградского технологического института имени Ленсовета. Публиковался в аспирантских сборниках того же института, после переезда в Обнинск — в газетах Обнинска, Калуги и Москвы, во время вынужденного отъезда в Воронеж (1981—1989) — в воронежских газетах и журнале «Подъём», коллективных сборниках Воронежского государственного университета. Первая поэтическая книга «Первая встреча» вышла в 2000 году. В 2000—2010 годах опубликованы отрывки из повести Коваленко «Годы минувшие».
В 1997 году создал в Обнинске литературное объединение «Эолова арфа».

## Участие в творческих и общественных организациях
- Член Обнинского отделения Союза литераторов России[13].